# 西魯紹
西魯紹（1987年1月7日—），本名為西拉努什·阿魯秋尼揚，是一名亞美尼亞女歌手，父母分別為演員和歌手；她曾在不同國家舉行演唱會，並代表亞美尼亞參與2008年歐洲歌唱大賽。

## 生涯和事業
據說，西魯紹在出生後十個月便開始接觸音樂，在兩歲時已能完整地唱出一首歌。西魯紹在七歲時開始作曲和填詞；她在九歲時以自己創作的歌曲獲得獎項，翌年又在比賽中奪冠:134。
西魯紹在年少時已經開始了音樂事業；她在2000年推出名為《西魯紹》的音樂專輯，並在2005年推出專輯《舍拉姆》。結果，《舍拉姆》獲得亞美尼亞國家音樂獎的「年度最佳專輯」獎項，而西魯紹也得到「年度最佳女歌手」的名譽；她在頒獎禮上指，自己在這個年頭經常要出行，頒獎禮後還要去美國舉行演唱會。幾天後，西魯紹的歌曲《我要離開了》被亞美尼亞多間電台播出，其後更熱門起來。
西魯紹先後在2006年的亞美尼亞俄羅斯僑民音樂獎、2007年的亞美尼亞音樂獎和2008年的亞美尼亞國家音樂獎獲得「年度最佳女藝人」的獎項:134。2007年，西魯紹推出第三張專輯《現在》，當中有紀念已故亞美尼亞歌手瓦爾杜希·瓦爾丹揚的歌曲:134；《現在》中的歌曲結合了節奏藍調和靈魂樂等音樂形式，也採用了一些民族樂器，被認為取得了巨大的成功。
2008年，西魯紹在歐洲歌唱大賽中代表亞美尼亞出賽，成為首名在這個比賽中代表亞美尼亞的女性；出賽前，西魯紹指自己是在亞美尼亞人的眼前長大和發展事業，希望歐洲各地的人們也會從她的歌曲體會到同樣的感受和熱情。西魯紹在大賽中演唱的歌曲為《來吧來吧》，這首歌的歌名來自亞美尼亞音樂家科米塔斯的作品；她最後在歌唱大賽中得到第四名的名次，是亞美尼亞截至2015年最佳的成績。西魯紹認為參賽令她的音樂事業有了顯著的上升，亦為自己的音樂能傳遍歐洲而感到高興。
2010年，西魯紹創立了「西魯紹製作中心」，該中心用作為自己和其他藝術家發行音樂專輯。同年，她在2010年歐洲歌唱大賽擔任表演嘉賓，演唱《來吧來吧》和《我相信》。
2012年，西魯紹推出歌曲《普列戈梅什》，這首歌在發行後三星期打破了過去所有記錄，成為最多人觀賞的亞美尼亞影片（數據截至2013年1月）。

## 個人生活
西魯紹的父親是個演員和導演，母親是個受歡迎的歌手，兩人都是功勳藝術家。西魯紹的丈夫是前亞美尼亞總統羅伯特·科恰良的兒子列翁·科恰良，他們在美國生了一個孩子，但违反美國簽證的逗留時間限制，後來曾因此被當地拒絕發出簽證。
西魯紹很喜歡時尚飾品，她曾推出一系列的時尚飾品，這些飾品在埃里溫一些商鋪有售；但是，西魯紹經常在沒有化妝或化淡妝的情況下出外，她本人不覺得有所謂。西魯紹認為沒有內在美的女人不可能有外在美，亦不同意部分的現代审美标准，喜歡自然的美態。
西魯紹在埃里溫國立大學修讀外交，但她沒打算因而放棄音樂事業。